# Greatest Remix Hits 1
Greatest Remix Hits 1 è un album di remix della cantante australiana Kylie Minogue, pubblicato nel 1998.

## Tracce
Disco 1
1. I Should Be So Lucky (The Bicentennial Remix) – 6:12
2. Got to Be Certain (Ashes to Ashes - The Extra Beat Boys remix) – 6:51
3. The Loco-Motion (The Sankie Remix) – 6:54
4. Je Ne Sais Pas Pourquoi (Moi Non Plus Mix) – 5:53
5. Made in Heaven – 3:29
6. All I Wanna Do – 6:02
7. It's No Secret (Extended) – 5:33
8. Hand on Your Heart (Dub) – 5:32
9. Just Wanna Love You – 3:33
10. Never Too Late (Extended) – 6:10
11. We Know the Meaning of Love – 5:53

Disco 2
1. Step Back in Time (Walkin' Rhythm Mix) – 7:59
2. What Do I Have to Do? (Remix) – 7:06
3. Shocked (DNA Mix) – 6:14
4. Word Is Out – 5:51
5. Keep on Pumpin' It (Astral Flight Mix) – 6:53
6. If You Were with Me Now (con Keith Washington) – 5:10
7. Do You Dare (New Rave Mix) – 6:39
8. Finer Feelings (Brothers in Rhythm 7" Mix) – 3:45
9. Closer (Edit) – 3:58
10. What Kind of Fool (Heard All That Before) (Tech No Logical Mix) – 6:53
11. Celebration (Have a Party Mix) – 7:02